# Лемур вари
Лемур вари (лат. Varecia variegata) — один из двух видов вари. Ранее считался с рыжим вари разными подвидами.

## Ареал
Как все лемуровые, является эндемиком Мадагаскара. Ареал — изолированные территории дождевых лесов на востоке острова на высоте до 1200 м над уровнем моря. Охранный статус — CR.

## Описание вида
Вари и рыжий вари являются крупнейшими из невымерших лемуров. Длина тела — 100—120 см, масса около 4 кг. Окрас шерсти чёрно-белый. Живут на деревьях небольшими группами от 5 до 20 особей. Ведут дневной образ жизни.
Размножаются в марте-апреле. Беременность длится 120—125 дней, затем рождаются 1—2 детёныша, масса каждого из них около 80 г.
Лемуры вари, особенно детёныши — объект охоты фоссы, кольцехвостых мунго и мангустов Salanoia.

## Подвиды
Выделяют три подвида чёрно-белых вари.
- V. v. variegata (Kerr, 1792)
- V. v. editorum (Osman Hill, 1953)
- V. v. subcincta (A. Smith, 1833)

## Галерея

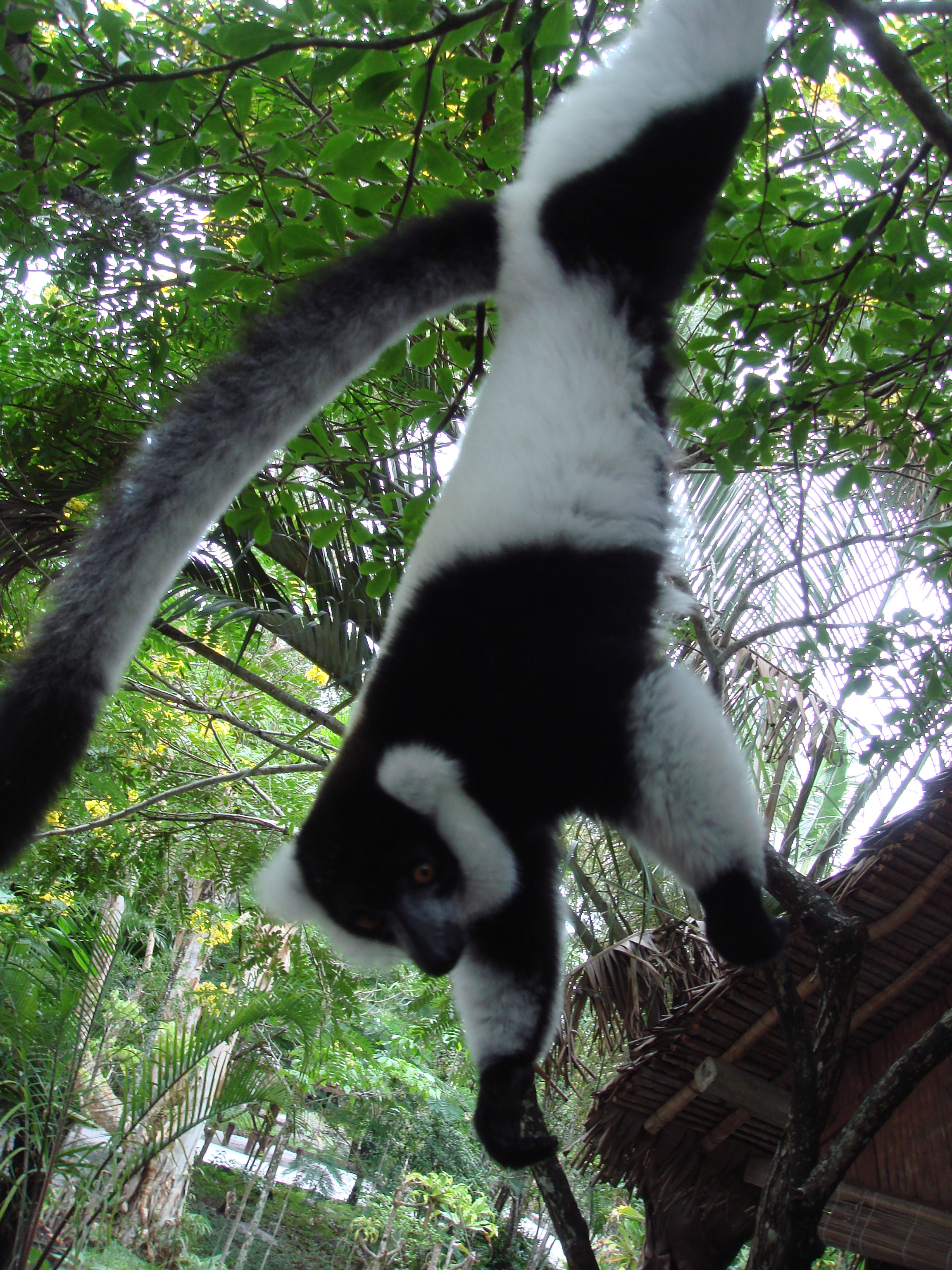
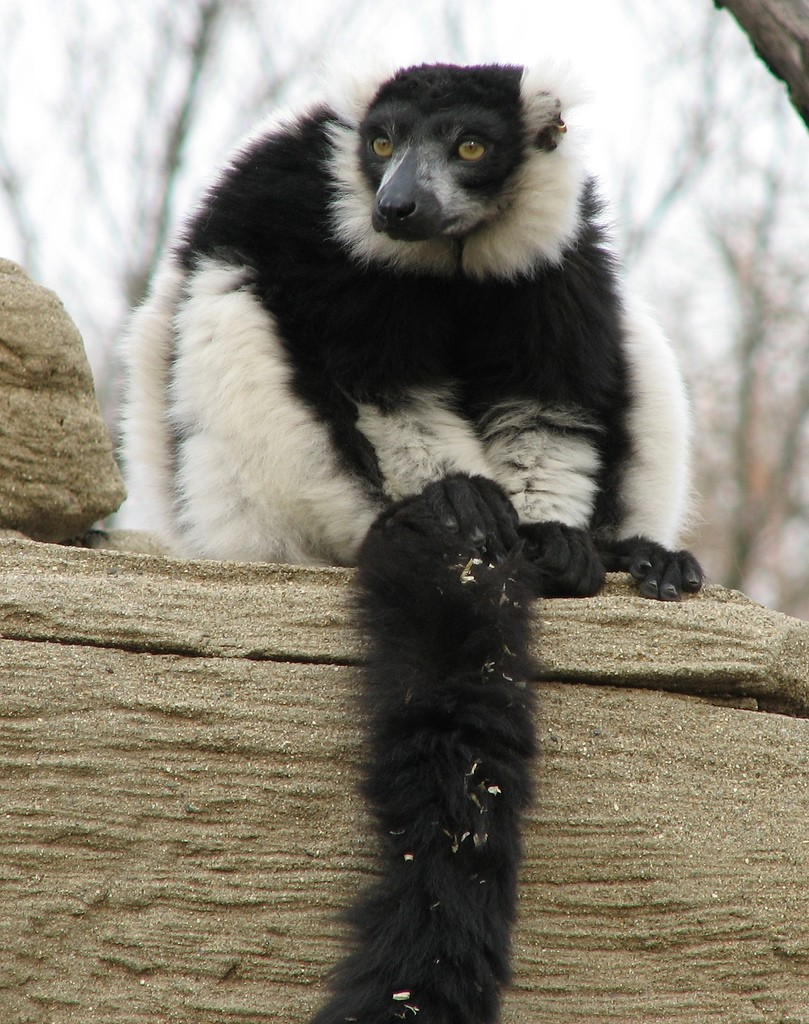
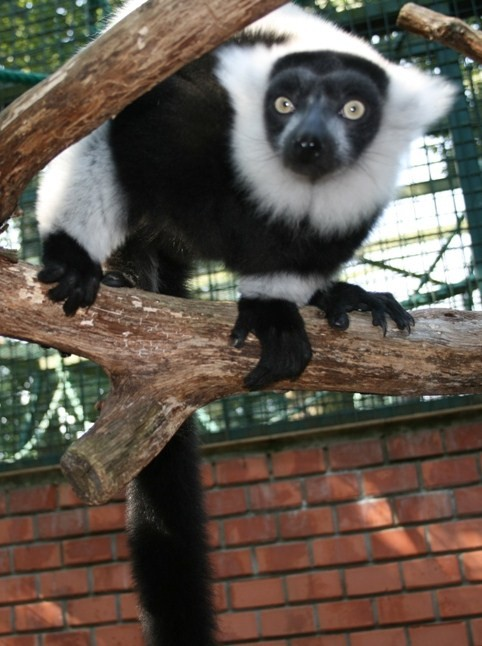
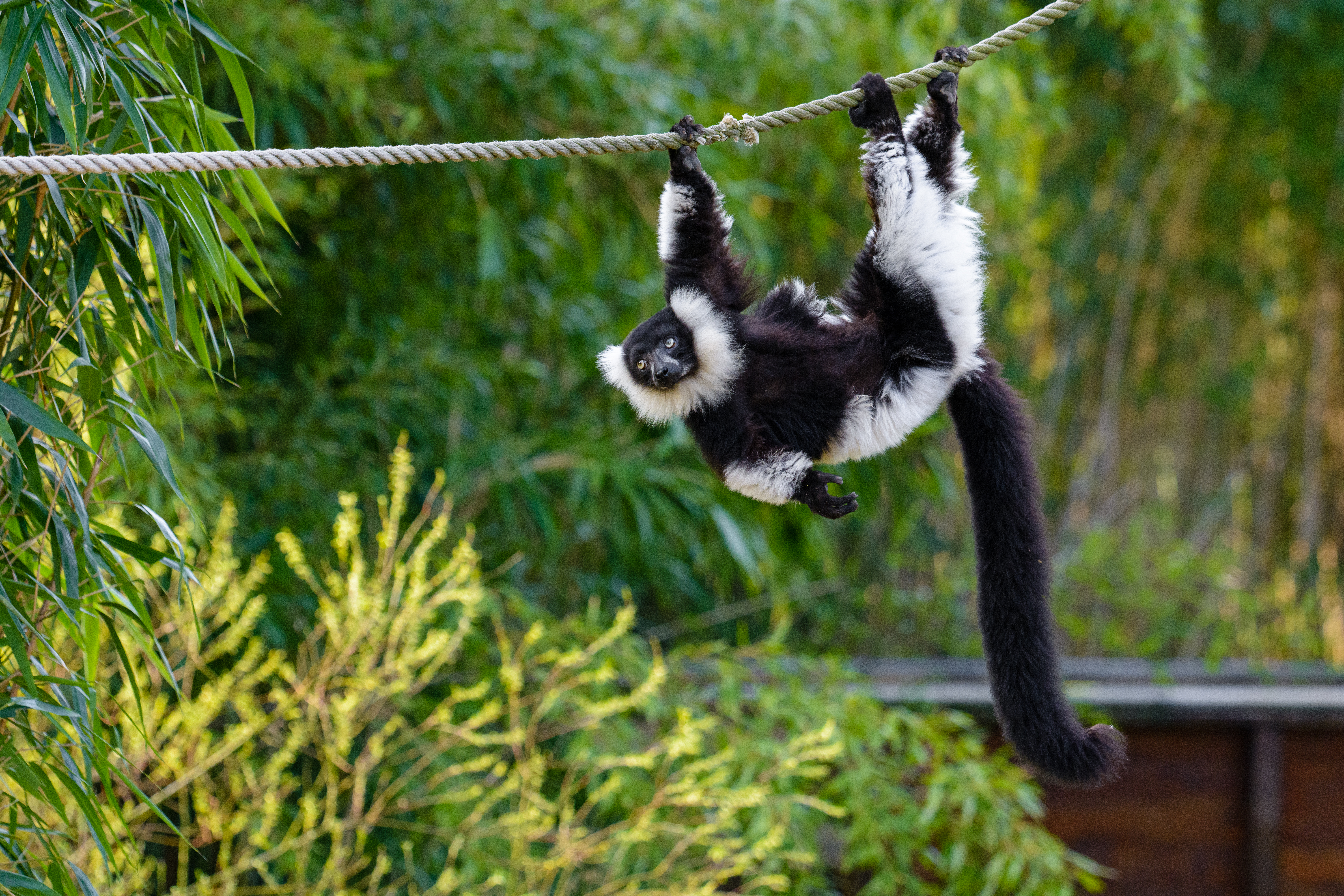
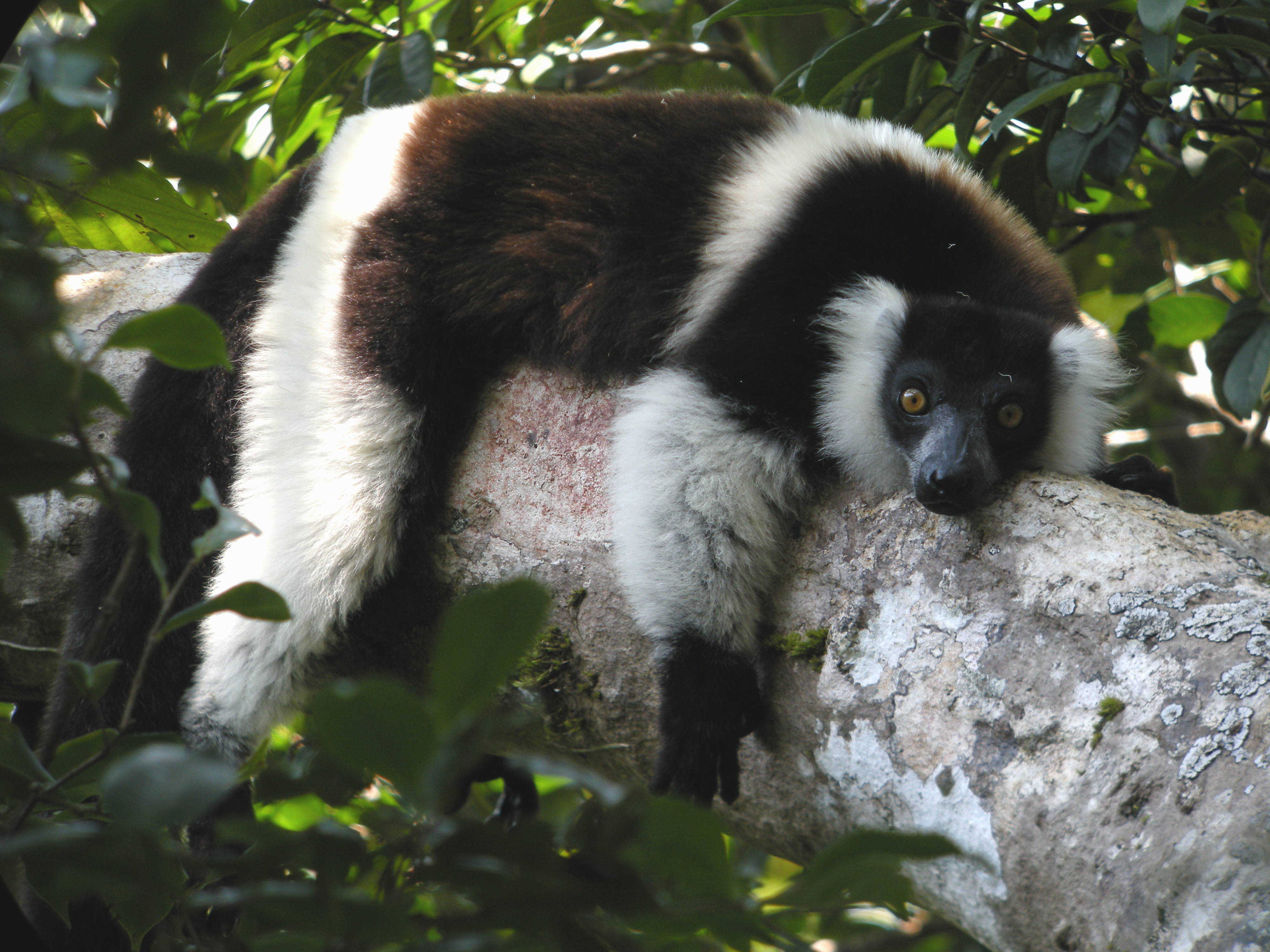
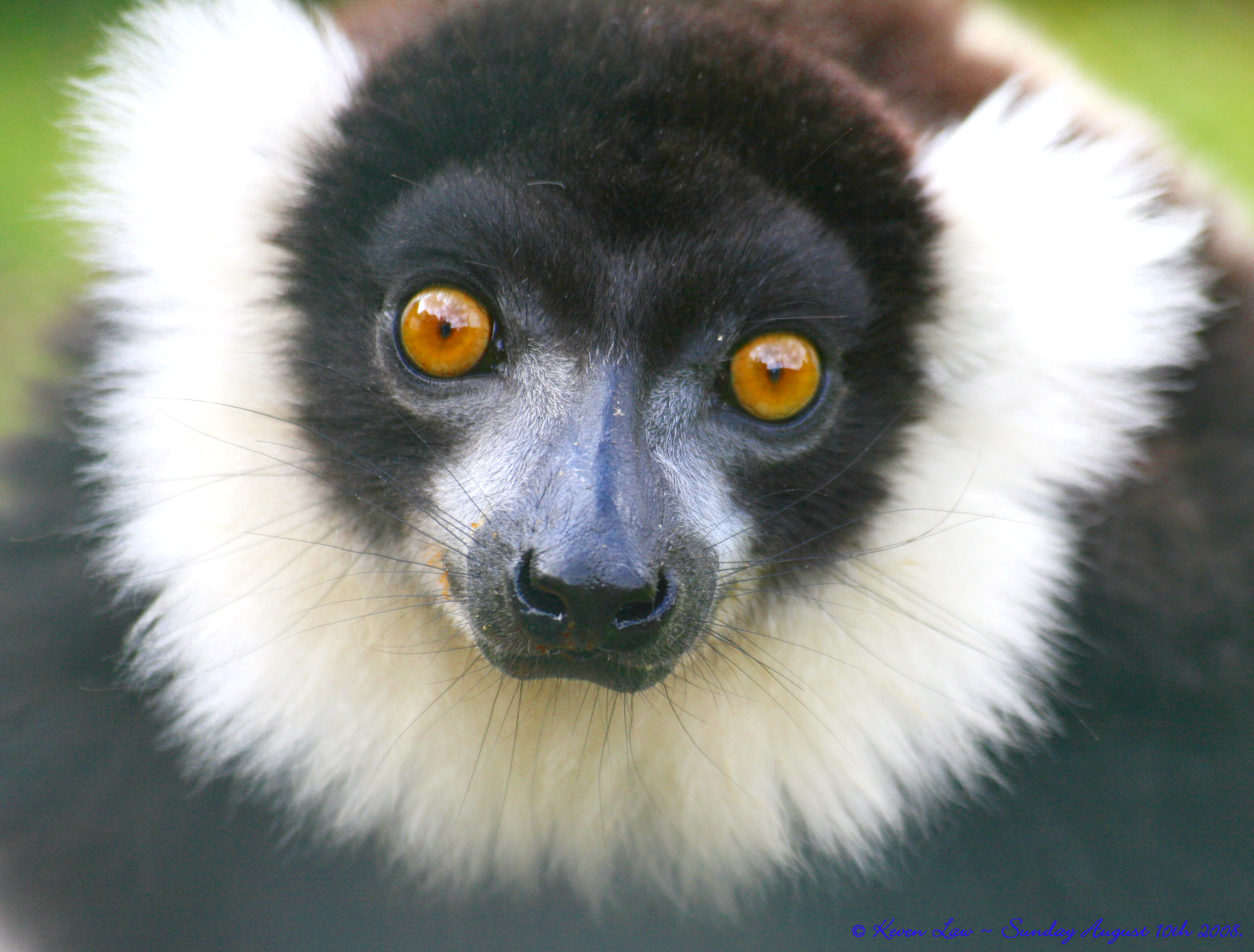